# Stražišče, Cerknica
Stražišče este o localitate din comuna Cerknica, Slovenia, cu o populație de 13 locuitori.